# Le Sel de la mer
Pour plus de détails, voir Fiche technique et Distribution.
Le Sel de la mer (ملح هذا البحر,  Milh hadha al-bahr) est un film dramatique palestinien écrit et réalisé par Annemarie Jacir et sorti en 2008. 
Il a été présenté en sélection officielle au Festival international du film de Cannes en 2008 et a été soumis par la Palestine à la 81e cérémonie des Oscars pour l'Oscar du meilleur film en langue étrangère. 
La poétesse palestino-américaine Suheir Hammad y tient le rôle de Soraya, une Palestinienne d'origine américaine qui se rend en Israël et en Palestine pour récupérer la maison et l'argent de sa famille spoliés après la guerre israélo-arabe de 1948 (en vertu de la loi sur la propriété des absents). Saleh Bakri, un acteur palestinien, joue également dans le film.

## Synopsis
L’histoire débute lorsque Soraya 28 ans, née à Brooklyn, décide de retourner sur la terre de ses parents, la Palestine, dans le but de s’y installer et de retrouver ce qu’il reste de son patrimoine familial perdu durant guerre israélo-arabe de 1948. Elle se lie d’amitié avec Emad et Marwan, deux palestiniens cloisonnés depuis l’enfance dans la ville de Ramallah. Prenant conscience de la situation dégradante et injustifiée du peuple palestinien, Soraya se lance, en embarquant Emad et Marwan, dans un braquage de banque en Israël afin de récupérer son argent perdu, qui appartenait auparavant à son grand-père. Plutôt que de retraverser la frontière, ils choisiront de vivre l’exil en Israël.

## Fiche technique
- Titre original : ملح هذا البحر, Milh hadha al-bahr
- Titre français : Le Sel de la mer
- Réalisation : Annemarie Jacir
- Scénario : Annemarie Jacir
- Photographie : Benoît Chamaillard
- Son : Eric Vaucher
- Montage : Kamran Rastegar
- Musique : Michèle Hubinon
- Pays d'origine : Palestine
- Langue originale : arabe
- Format : couleur
- Genre : dramatique
- Durée : 109 minutes
- Dates de sortie :
  - 16 mai 2008 (Festival de Cannes)

## Distribution
- Suheir Hammad : Soraya
- Saleh Bakri : Emad
- Riyad Ideis : Marwan
- Dana Drigov : Airport Agent 1
- Edna Blilious : Airport Agent 2 (Ilana) (comme Edna Balilous)
- Ishai Golan : Male Agent
- Hagar Lotem : Young Agent
- Renana Lotem : Body Search Agent
- Sylvie Wetz : Corinne
- Yahya Barakat : Ziad
- Khaled Hourani : Khaled
- Ismael Dabbag : Bank Teller
- Jack Saadeh : Bank Manager
- Iman Aoun : Wealthy Landlord
- Giras Abu Sabbah : Cinematheque Bouncer
- Martin Daltry : Bank Regional Manager
- Ihab Jadallah : Street Catcaller
- Hisham Daraghmeh : Fakri
- Um Hussein Al Malhi : Emad's Mother
- Oz Shelach : Jeep (voix)
- Walid Abdul Salam : Ministry of Interior Official
- Ashera Ramadan : Rawan
- Mazen Saade : Landlord Nader Narto
- Diana Buttu : Darna Customer
- Khader : Chewing Gum Boy
- Natalie Hamdan : Chewing Gum Buyer
- Nathalie Soudah : Back Off Girl
- Faras Awad : Abu Jihad
- Rami Mussalem : Soldier
- Yonatan Zeevi : Soldier #2
- Maxim Sansour : Male Bank Teller #2
- Taher Kosa : One Cigarette Taxi
- Reem Makhoul : Chamber Maid
- Shelly Goral : Irit
- Avi Ammar : Store Attendant
- Jaber Abu Kaoud : Gas Station Attendent
- Itay Alvin : Strip Mall Policeman
- Tamer Nafar : Salim Restaurant Worker
- Juliano Mer-Khamis : Hiking Leader
- Eilan Kinan : Haifa Mini-Market Attendant
- Shurouq As'ad : Radio Newscaster (voix)
- Avraham Shalom Levy : un policier
- Franck Hammar : un deuxième policier
- Ofir Harpaz : Airport Entrance Guard